# Интинский ИТЛ
Инти́нский исправи́тельно-трудово́й ла́герь (Инталаг) — лагерное подразделение, действовавшее в структуре ГУЛага с 1941 года по 1948 год на территории Интинского района Республики Коми.
Также известен, как Интинлаг, Интлаг, Интастрой, Инталаг. С 17 ноября 1941 года по 5 октября 1943 года подчинялся Главному управлению лагерей железнодорожного строительства, с 5 октября 1943 года по 30 октября 1948 года — Главному управлению лагерей горно-металлургической промышленности.

## История

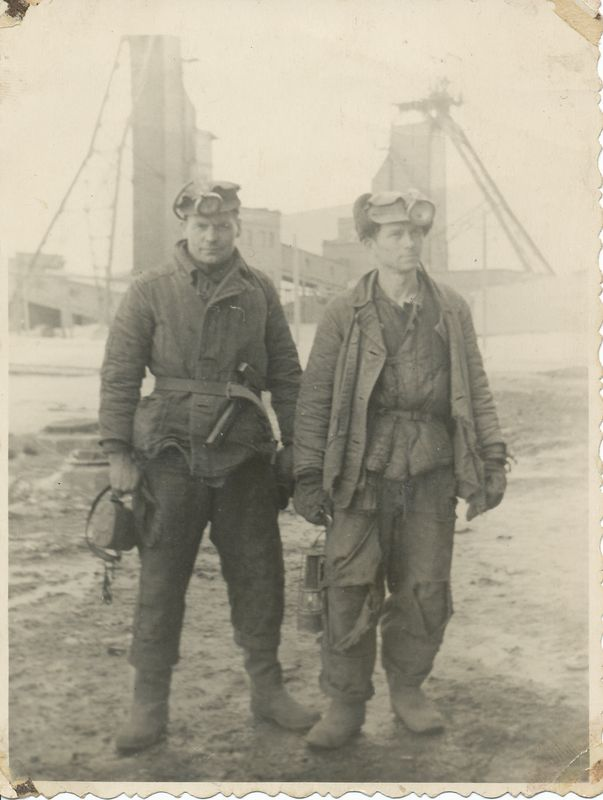
Заключённые Инталага перед спуском в забой

Интинский лагерь НКВД — МВД СССР был образован 17 ноября 1941 года в посёлке Инта Кожвинского района Коми АССР путём выделения из Воркутинского ИТЛ. Специализировался на разработке и эксплуатации Интинского угольного месторождения, геологоразведке, строительстве Интинской ЦЭС, строительстве, сельском хозяйстве и лесозаготовках. В октябре 1942 года заключёнными Инталага был добыт первый уголь, который отправился к потребителям. Параллельно шло активное строительство шахт по добыче каменного угля. В 1943 году в состав Инталага вошли угольный рудник Еджыд Кырта (среднее течение Печоры), совхозы «Красный Яр» и «Кедровый Шор», инвалидный лагпункт Адзьвавом, Кожвинское лесное и Кожвинское транспортное отделения.
Летом 1948 г. Инталаг был разделён. Из него выделился самостоятельный особый лагерь № 1 («Минеральный»), в котором содержались особо опасные государственные преступники. Группа лагерных подразделений Интинского ИТЛ была разбросана по большой территории — от Печоры (Кожва) до Абези. Средняя наполняемость лагерных пунктов составляла 20-25 тыс. человек.
С марта 1953 года предприятия Печорского угольного бассейна были переданы Министерству угольной промышленности СССР, а железнодорожные и лесные лагеря Министерствам путей и сообщений и лесной промышленности СССР соответственно. Вслед за амнистией заключённых и реорганизационными процессами начался демонтаж Интинского лагеря, который вёлся поэтапно и окончательно завершился в 1957 году.
Лагерь положил начало городу Инта, в герб которого вошла и водонапорная башня, построенная интернациональными бригадами строителей-заключённых (в основном литовцами).
Кроме интинской башни, памятники погибшим на приполярной земле поставлены в Абези, Адаке, на Восточном посёлке и в центре города.

## Численность заключённых
Согласно данным фонда «Покаяние», 1 января 1943 года численность заключённых Инталага составляла 6502 человека, 1 января 1944 года — 7536 человек, 1 января 1945 года — 9268 человек, 1 января 1946 года — 14885 человек, 1 января 1947 года — 20585 человек (максимальное число), 1 января 1948 года — 18656 человек.

## Руководство Инталага
Первым начальником Интинского ИТЛ стал капитан М. С. Здунис, назначенный на эту должность 17 ноября 1941 года. 17 июля 1942 года его сменил старший лейтенант В. П. Соколов. Проработав менее года, 27 марта 1943 года на его место был назначен майор И. И. Орловский. Последним начальником Инталага стал полковник М. И. Халеев, проработавший на этой должности с 6 сентября 1944 года по 30 октября 1948 года.

## Культурная жизнь
В Инталаге был свой небольшой театр, в котором работали знаменитый тенор, солист Мариинского театра Николай Константинович Печковский, певица и супруга композитора Прокофьева Лина Любера, жена артиста кино Бориса Чиркова Нина Горская.
В разные года в лагере на положении заключенных находились актёр и режиссёр кино Алексей Яковлевич Каплер, сценаристы и кинорежиссёры Валерий Семёнович Фрид и Юлий Теодорович Дунский, детская писательница Евгения Александровна Таратута, супруг Анны Ахматовой профессор Николай Николаевич Пунин.
В Инталаге умер бригадный генерал довоенной Литвы И. Б. Йодишюс. В лагерном пункте Адак умер известный деятель украинской культуры, историк В. Д. Юркевич. Преемником лагерного театра стал Интинский народный театр, в котором продолжали свою творческую деятельность артисты лагерного театра: музыкант И. Салий, балетмейстер Т. Вераксо, артист драмы Н. Массальский.